# Рамазанов, Нух
Нух Абдул-Галим Рамаза́нов (21 августа 1884 — 1914) — казахский переводчик начала XX века.

## Биография
Родился во втором ауле Баскудыкской волости Павлодарского уезда Семипалатинской области в семье скотоводов. Выпускник Семипалатинской гимназии (2 июня 1906 г.). 13 января 1907 года в омской газете «Голос степи» (по другим сведениям, в 77-м номере «Иртыша» от 26 октября 1906 года) было опубликовано открытое письмо лидера Степного края Алихана Букейхана под заголовком «Открытое письмо киргизам Семипалатинской и Акмолинской областей». В нём он призывал своих сородичей помочь средствами для поступления и обучения в Санкт-Петербургский университет казахскому юноше из семьи бедняка Нуху Рамазанову, который получил отказ на свои неоднократные обращения к семипалатинскому областному губернатору и к генерал-губернатору Степного края с просьбой о зачислении стипендиатом в один из русских университетов.
Нух Рамазанов первоначально учился в Санкт-Петербургском университете, где являлся студентом юридического факультета. В феврале 1907 года перевёлся на первый курс юридического факультета Томского университета.
В октябре 1909 г. поступил в Московский Лазаревский институт, который закончил 7 июня 1913 года. Хорошо владел арабским, персидским, татарским языками.
Написал биографию Абая Кунанбаева, перевёл на русский язык некоторые его стихи («Аул ночью», «Поэт», «Пожалейте меня»). Кроме того, перевёл на русский язык роман М. Дулатова «Несчастная Жамал», стихотворения «Прежняя жизнь казахского народа», «Казахские земли».
Ушёл из жизни молодым после продолжительной болезни в 1914 году, точная дата смерти неизвестна.

## Семья
Дед — Жакия, окружной ахун. Мать — Асылбек-Кызы, отец — Габдулгалим(Абдыгалым). Три брата- Асет,Габдулхай,Музапар(Мусафар)